# Rockwell (Carolina del Nord)
Rockwell és una població dels Estats Units a l'estat de Carolina del Nord. Segons el cens del 2000 tenia 1.971 habitants.

## Demografia
Segons el cens del 2000, Rockwell tenia 1.971 habitants, 744 habitatges i 552 famílies. La densitat de població era de 458,4 habitants per km².
Dels 744 habitatges en un 35,5% hi vivien nens de menys de 18 anys, en un 59,8% hi vivien parelles casades, en un 10,5% dones solteres, i en un 25,7% no eren unitats familiars. En el 23,3% dels habitatges hi vivien persones soles l'11,8% de les quals corresponia a persones de 65 anys o més que vivien soles. El nombre mitjà de persones vivint en cada habitatge era de 2,52 i el nombre mitjà de persones que vivien en cada família era de 2,96.
Per edats la població es repartia de la següent manera: un 25,6% tenia menys de 18 anys, un 7,7% entre 18 i 24, un 28,4% entre 25 i 44, un 20,6% de 45 a 60 i un 17,7% 65 anys o més.
L'edat mediana era de 38 anys. Per cada 100 dones de 18 o més anys hi havia 83,8 homes.
La renda mediana per habitatge era de 41.488 $ i la renda mediana per família de 47.935 $. Els homes tenien una renda mediana de 31.763 $ mentre que les dones 23.304 $. La renda per capita de la població era de 19.687 $. Entorn del 3,6% de les famílies i el 4,6% de la població estaven per davall del llindar de pobresa.

## Poblacions més properes
El següent diagrama mostra les poblacions més properes.